# Нер (Німеччина)
Нер (нім. Noer, дан. Nør) — громада в Німеччині, розташована в землі Шлезвіг-Гольштейн. Входить до складу району Рендсбург-Екернферде. Складова частина об'єднання громад Денішенгаген.
Площа — 13,9 км2. Населення становить 893 ос. (станом на 31 грудня 2020).

## Галерея

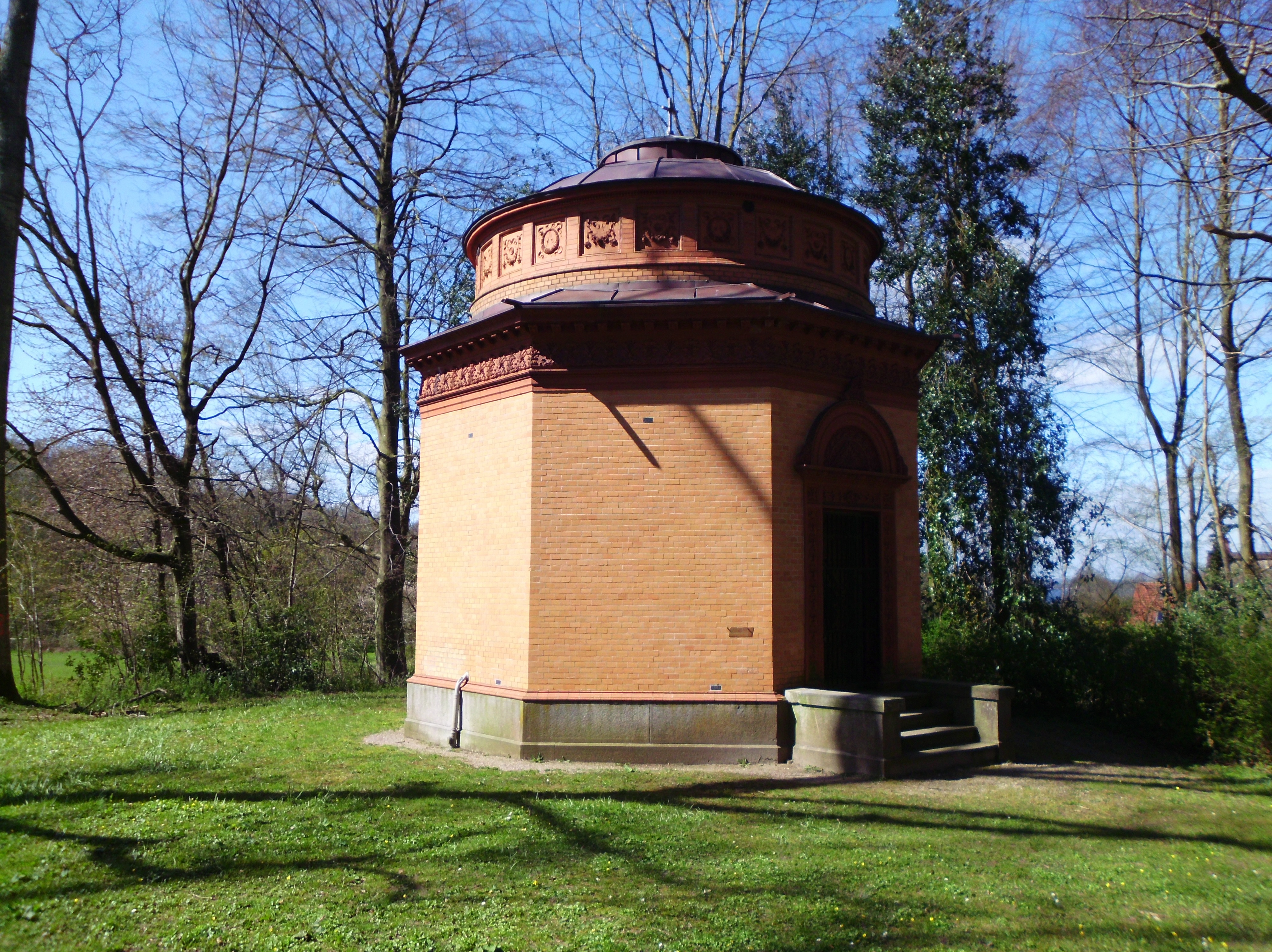